# Brassia neglecta
Brassia neglecta är en orkidéart som beskrevs av Heinrich Gustav Reichenbach. Brassia neglecta ingår i släktet Brassia och familjen orkidéer. Inga underarter finns listade i Catalogue of Life.